# L'Étourdissement
 (mai 2024).
Si vous disposez d'ouvrages ou d'articles de référence ou si vous connaissez des sites web de qualité traitant du thème abordé ici, merci de compléter l'article en donnant les références utiles à sa vérifiabilité et en les liant à la section « Notes et références ».
Pour les articles homonymes, voir Étourdissement.
L'Étourdissement est un roman de Joël Egloff publié le 7 janvier 2005 aux éditions Buchet-Chastel et ayant obtenu le prix du Livre Inter la même année.

## Résumé
Le narrateur habite avec sa grand-mère dans une ville industrielle où les jeunes sont faibles et les vieux ne le restent pas longtemps ; un environnement hyper-pollué dont il n'est jamais sorti. Leur maison est située sous une ligne à haute tension, ce qui leur cause quelques problèmes de sommeil ; un problème moindre que les avions qui décollent toute la nuit de l'aéroport à proximité en perdant des pièces, qui parfois crèvent le toit de leur maison.
Les journées chaudes sont sombres. Le soleil, rendu invisible par les fumées des usines, ne perce pas. Parfois, un brouillard épais qui vient boucher la vue pour un mois, rendant les déplacements difficiles. En hiver, le jour est légèrement plus clair que la nuit ; l'éclairage public reste alors allumé en permanence. 
Le narrateur a grandi avec sa grand-mère, qui l'emmenait alors en vacances en ville, entre la station d'épuration et la décharge. Il travaille à présent à l'abattoir, où il se rend à vélo, et ce en dormant du fait de l'habitude de la route. Il y est ouvrier polyvalent, une bonne position selon lui. Cela permet de ramener quelques abats en douce le soir, quand les chiens errants ne l'attaquent pas sur le chemin du retour. Le travail est difficile : un jour, le narrateur découvre un de ses collègues éreinté, dormant dans le fossé.
Le narrateur profite également des richesses locales, qu'il va glaner dans la forêt : pièces automobiles, ameublement ou électroménager. Pour faire plaisir à sa grand-mère, qui n'apprécie pas que la maison se transforme en bric-à-brac, il déclare essayer de rapidement reconstituer une voiture. Il n'aime pas les poissons de la rivière, qui se laissent pêcher facilement près de la station d'épuration, car porteurs de malformations et maladies. Il n'apprécie pas non plus les champignons de la forêt qui, même comestibles, rendent malade. 
Le narrateur a un ami, un collègue de travail nommé Bortch. Fin pêcheur, celui-ci offre régulièrement ses poissons au narrateur, espérant être invité à manger chez lui.  Le narrateur préfère donner les poissons au chat par sécurité. Lors de leurs pauses à l'abattoir, Bortch regarde le narrateur faire signe aux avions qui décollent tout en bout de piste de ne pas oublier de prendre de l'altitude. 
Au travail, le narrateur n'évolue pas, au grand dam de sa grand mère qui le verrait bien être augmenté, voir prendre des responsabilités. Au contraire, on le place sous les ordres d'un contremaître incompréhensible et constamment insatisfait, surnommé "Cause toujours" par les employés.
Le narrateur remet sa situation en cause le jour où il rencontre une institutrice venue avec sa classe pour des visites régulières. Après avoir échafaudé de nombreux plans, se projetant dans des promenades romantiques le long des voies ferrées ou des baignades dans les bassins de décantage, il n'ose toujours pas l'aborder pour lui proposer un rendez-vous. Un jour, la classe ne vient plus et le narrateur regrette son inaction. Il change alors d'attitude, devenant moins respectueux envers sa grand mère et souhaite alors partir de la ville. Il ne sait pas quoi répondre à Bortch quand celui-ci lui demande où il irait et pour quoi faire.
Un jour au travail, un bœuf ne se laisse pas abattre. Cause toujours prend les choses en main et tue accidentellement un employé. Le narrateur est désigné pour aller annoncer la nouvelle à la veuve de l'employé, du fait de son ancienneté et de l'indisponibilité des cadres de l'abattoir pour gérer cela. Bortch se propose de l'accompagner. Après avoir cherché la veuve dans un grand complexe de tours d'habitation (et s'être fait racketter), les deux amis passent plusieurs heures avec la veuve qui constate que son mari est en retard. Ils repartent sans avoir pu lui annoncer la mort de son mari, faute d'avoir eu le courage de saisir le moment opportun pour une annonce.
Le narrateur visite de temps à autre un ancien employé de l'abattoir, aujourd'hui en invalidité du fait d'un accident du travail à la tête qui l'a défiguré. Celui-ci habite clandestinement dans la casse automobile, changeant régulièrement de voiture pour se loger. Cette situation ne lui convient pas, il préférait le poste électrique où il logeait auparavant, invoquant la stabilité du lieu malgré le danger. L'ancien conforte le narrateur dans son idée de partir.
Durant une journée sans fin, le travail de l'abattoir s'arrête après un grand bruit. Tout le monde se retrouve dans le noir : un avion vient d'arracher les lignes électriques avant de s'écraser sur la ville, du côté de la maison du narrateur. Celui-ci, inquiet du sort de sa grand-mère, quitte le travail pour aller la rejoindre. Il la retrouve en vie, très heureuse d'avoir eu plusieurs bagages pleins de vêtements pour habiller son petit fils à tomber dans le jardin. Il retourne au travail, la journée n'étant pas terminée. Quelques jours plus tard, le narrateur trouve une boîte noire dans les bois, qu'il ramène à l'abattoir en secret pour la montrer à Bortch. Malgré la mention "ne pas ouvrir / do not open" qu'ils ne comprennent pas vraiment, le narrateur avait tenté de forcer l'enregistreur, en vain.
Le même jour, le narrateur invite Bortch pour Noël ; ce dernier en a oublié la date, comme il a oublié la dernière fois qu'il est parti en vacances.  La grand-mère préférerait ne pas changer ses habitudes quant à la fête et reçoit Bortch de mauvaise grâce. Le narrateur a préparé du poisson, qu'ils mangent accompagné d'une bouteille de mousseux gagnée par Bortch à la fête foraine il y a dix ans. La discussion, arrosée, porte sur le travail et notamment les heures supplémentaires toujours pas payées. Bortch demande au narrateur quand il pense partir, ce qui réveille la grand-mère qui sommeillait sur sa chaise. Le narrateur se défend alors de vouloir partir. Le narrateur fait ensuite un malaise qui le laisse inconscient quelque temps. À son réveil, il raccompagne Bortch a l'arrêt de bus, tout en disant à sa grand-mère qu'il ne compte pas partir. Le bus ne passant pas, Bortch décidé de rentrer à pied sous une violente pluie d'orage huileuse.
Lors de la nuit qui suit, le narrateur rêve qu'il est à la ligne d'abattage avec Bortch et qu'il va tuer un animal différent, qu'ils identifiaient finalement comme étant un humain.
La nuit passée, le narrateur retourne au travail sous un ciel inchangé.

## Éditions
- L'Étourdissement, éditions Buchet-Chastel, 2005  (ISBN 2-283-02020-4).